# NGC 3018
NGC 3018 é uma galáxia espiral (Sb) localizada na direcção da constelação de Sextans. Possui uma declinação de +00° 37' 22" e uma ascensão recta de 9 horas, 49 minutos e 41,6 segundos.
A galáxia NGC 3018 foi descoberta em 10 de Março de 1880 por Édouard Jean-Marie Stephan.